# Dicranomyia (Dicranomyia) pontica
Dicranomyia (Dicranomyia) pontica is een tweevleugelige uit de familie steltmuggen (Limoniidae). De soort komt voor in het Palearctisch gebied.